# 나카노 세이야
나카노 세이야(일본어: 中野 誠也, 1995년 7월 23일~)는 일본의 축구 선수이다.

## 구단 경력
그는 2018년 J1리그의 주빌로 이와타에 입단했다. 2019년 5월 J2리그의 파지아노 오카야마로 임대 이적했다. 2020년 J2리그의 주빌로 이와타로 복귀했다. 2021년 오미야 아르디자로 이적했다. 2023년후 J3리그에 강등했다. 2024년까지 87경기에 출전하여, 16득점을 넣었다. 2024년 7월 J3리그의 아술 클라로 누마즈로 이적했다. 2025년 반라우레 하치노헤로 이적했다.